# قصيدة الأطلال
الأطلال قصيدة للشاعر إبراهيم ناجي. وقد أنشدت أم كلثوم بعض أبياتها مضافا إليها أبيات اختارتها من قصيدة (الوداع) لإبراهيم ناجي في عام 1965 بعد وفاة شاعرها بثلاثة عشر عاما. وحملت الأغنية اسم الأطلال، وكانت من ألحان الموسيقار رياض السنباطي. ويعتبرها الكثيرون أجمل ما غنت أم كلثوم.

## كتابة القصيدة
كتب إبراهيم ناجي هذه القصيدة في حب صباه عندما فارقه. فقد غادر ناجي لدراسة الطب وعندما عاد علم ان حبيبته قد تزوجت. وفي إحدى الليالي سمع طرقا شديدًا على باب منزله فقام من سريره ليستبين الطارق فكان رجلا يريد طبيبا لمساعدة زوجته التي كانت في حالة ولادة متعسرة، فاخذ ناجي حقيبته وذهب مع الرجل إلى بيته، حيث كانت زوجته بوضع صعب. اقترب منها ناجي فتعرّف فيها على حبيبته!! عالجها ناجي وتمت الولادة وخرج من بيتها بعد ان اطمأن على صحتها وصحة مولودها وكتب قصيدة الأطلال بعد هذه الحادثة الفريدة. هذا وقد بدل الشاعر أحمد رامي بعضًا من كلمات القصيدة مثل: (يا فؤادي لا تسل أين الهوى) وفي الأصل (يا فؤادي رحم الله الهوى)، وأيضا وضع سبعة أبيات من قصيدة الوداع أيضًا لإبراهيم ناجي بداية من بيت: "هل رأى الحب سكارى مثلنا" حتى "وإذا الأحباب كل في طريق". عدد أبيات القصيدة 125 بيتًا و250 شطرًا.

## نص القصيدة كما غنتها أُم كلثوم
يا فُؤَادِي لا تسلْ أين الهَوَى كَانَ صَرْحًا مِنْ خَيَالٍ فَهَوَى
اِسْقِني واشْرَبْ عَلَى أَطْلاَلِهِ وارْوِ عَنِّي طَالَمَا الدَّمْعُ رَوَى
كَيْفَ ذاكَ الحُبُّ أَمْسَى خَبَرًا وَحَدِيْثًا مِنْ أَحَادِيْثِ الجَوَى
لَسْتُ أَنْسَاكِ وَقَدْ اَغْرَيْتِني بِفَمٍ عَذْبِ المُنَادَاةِ رَقِيْقْ
وَيَدٍ تَمْتَدُّ نَحْوي كَيَدٍ مِنْ خِلاَلِ المَوْجِ مُدَّتْ لِغَرِيْقْ
وبريقٍ يَظْمَاُ السَّاري لَهُ أَيْنَ في عَيْنَيْكِ ذَيَّاكَ البَرِيْقْ
يَاحَبِيْبًا زُرْتُ يَوْماً أَيْكَهُ طَائِرَ الشَّوْقِ اُغَنّي أَلَمي
لَكَ إِبْطَاءُ المُدلِّ المُنْعِمِ وَتَجَنّي القَادرِ المُحْتَكِمِ
وَحَنِيْني لَكَ يَكْوي أَضْلُعي وَالتَوَاني جَمَرَاتٌ في دَمي
أَعْطِني حُرِّيَتي اَطْلِقْ يَدَيَّ إِنَّني أَعْطَيْتُ مَا اسْتَبْقَيْتُ شَيَّ
آهِ مِنْ قَيْدِكَ أَدْمَى مِعْصَمي لِمَ اُبْقِيْهِ وَمَا أَبْقَى عَلَيَّ
مَا احْتِفَاظي بِعُهُودٍ لَمْ تَصُنْهَا وَإِلاَمَ الأَسْرُ وَالدُّنْيا لَدَيَّ
أَيْنَ مِنْ عَيْني حَبِيبٌ سَاحِرٌ فِيْهِ عِزٌ وَجَلاَلٌ وَحَيَاءْ
وَاثِقُ الخُطْوَةِ يَمْشي مَلِكًا ظَالِمُ الحُسْنِ شَجِيُّ الكِبْرِيَاءْ
عَبِقُ السِّحْرِ كَأَنْفَاسِ الرُّبَى سَاهِمُ الطَّرْفِ كَأَحْلاَمِ المَسَاءْ
أَيْنَ مِنّي مَجْلِسٌ أَنْتَ بِهِ فِتْنَةٌ تَمَّتْ سَنَاءٌ وَسَنَا
وَأَنَا حُبٌّ وَقَلْبٌ هَائِمٌ وَخَيَالٌ حَائِرٌ مِنْكَ دَنَا
وَمِنَ الشَّوْقِ رَسُولٌ بَيْنَنَا وَنَدِيْمٌ قَدَّمَ الكَاْسَ لَنَا
هلْ رأى الحبُّ سُكارى مِثلنا كمْ بَنَيْنا من خيالٍ حولنا
ومَشَيْنَا في طريقٍ مُقمرٍ تَثِبُ الفرحةُ فيه قَبْلَنَا
وضَحِكْنا ضِحْكَ طِفْلَينِ معًا وَعَدَوْنَا فَسَبَقْنَا ظِلَّنَا
وانتبهنا بعدَ ما زالَ الرحيق وأفقنا ليتَ أنَّا لا نفيقْ
يقظةٌ طاحت بأحلامِ الكَرَى وتولَّى الّليلُ واللَّيْلُ صَدِيقْ
وإذا النُّورُ نَذِيرٌ طَالعٌ وإِذا الفجرُ مُطِلٌّ كالحَرِيقْ
وإذا الدُّنيا كما نعرفُها وإذَا الأحْبَابُ كلٌّ في طَريق
أَيُّهَا السّاهرُ تَغْفو تَذْكُرُ العَهْدَ وَتَصْحو
وَإِذا مَا التَأَمَ جُرْحٌ جَدَّ بِالتِذْكَارِ جُرْحُ
فَتَعَلَّمْ كَيْفَ تَنْسى وَتَعَلَّمْ كَيْفَ تَمْحو
يَاحَبِيْبي كُلُّ شَيْءٍ بِقَضَاءْ مَا بِأَيْدينَا خُلِقْنَا تُعَسَاءْ
رُبَّمَا تَجْمَعُنَا أَقْدَارُنَا ذَاتَ يَوْمٍ بَعْدَمَا عَزَّ الِّلقَاءْ
فَإِذا أَنْكَرَ خِلٌّ خِلَّهُ وَتَلاَقَيْنَا لِقَاءَ الغُرَبَاءْ
وَمَضَى كُلٌّ إِلَى غَايَتِهِ لاَ تَقُلْ شِئْنَا فَإِنَّ الحَظَّ شَاء 

## اللحن
قام رياض السنباطي بتلحين المقدمة الموسيقيّة من مقام راحة الأرواح وتخللها صولو على القانون من مقام الراست، بينما يبدأ الغناء من مقام راحة الأرواح في الكوبليه الأول، بينما ينتقل إلى مقام الصبا المعروف بحزنه عند «يَا حَبِيبًا زُرْتُ يَوْمًا أَيْكَهُ» ويستمر الغناء من مقامات الكرد والنوا أثر عند «أَعْطِنِي حُرِّيَّتِي أَطْلِقْ يَدَيَّا»، وينتهي اللحن بقفلة عالية دار عليها خلاف بين أم كلثوم ورياض السنباطي عند «فَإِن الحظ شاء» حيث أن أم كلثوم كانت تفضل قفلة منخفضة.

## وصلات خارجية
- سهرة خاصة عن الشاعر الكبير الدكتور إبراهيم ناجي